# Naganuma Ken
Naganuma Ken (Hirosima, 1930. szeptember 5. – 2008. június 2.) japán válogatott labdarúgó, edző.
A japán válogatott tagjaként részt vett az 1956. évi nyári olimpiai játékokon.

## Statisztika
| Japán válogatott | Japán válogatott | Japán válogatott |
| Időszak          | Mérk.            | gól              |
| ---------------- | ---------------- | ---------------- |
| 1954             | 2                | 1                |
| 1955             | 0                | 0                |
| 1956             | 0                | 0                |
| 1957             | 0                | 0                |
| 1958             | 1                | 0                |
| 1959             | 0                | 0                |
| 1960             | 0                | 0                |
| 1961             | 1                | 0                |
| Összesen         | 4                | 1                |